# Fana (Mali)
Fana is de hoofdplaats van de gemeente Guégnéka in Mali. Fana is gelegen in de regio van Koulikoro en heeft een inwonertal van 36.900.
In de stad is de op een na grootste katoenfabriek van Mali (na Koutiala) gelegen, die eigendom is van de Compagnie malienne pour le développement du textile (CMDT).
De vierde editie van het Forum des Peuples werd in 2005 georganiseerd in Fana
Fana (Bergen) voor het gelijknamige stadsdeel in de Noorse stad Bergen.